# Safiou Salifou
Safiou Salifou (Kara, 11 agosto 1982) è un ex calciatore togolese, di ruolo portiere.

## Carriera

### Nazionale
Ha debuttato in Nazionale il 23 maggio 2004, nell'amichevole Togo-Benin (1-1). Ha partecipato, con la Nazionale, alla Coppa d'Africa 2002. Ha collezionato in totale, con la maglia della Nazionale, una presenza e una rete subita.

## Palmarès

### Club

#### Competizioni nazionali
- Campionato togolese di calcio: 2

Dynamic Togolais: 2003-2004, 2011-2012